# 共产国际第六次代表大会
共产国际第六次代表大会是于1928年7月17日至9月28日在苏联莫斯科召开的共产国际代表大会，515位参会代表来自57个国家的65个组织（包括50个共产主义政党），大会采纳了“第三时期”理论，宣布社会民主主义为“社会法西斯主义”。此外，新通过的章程规定“一国一党原则”，各国的共产党称为共产国际支部。共产国际执行委员会成员在国际特定支部的权利也得到提高。